# Oleria bioculata
Oleria bioculata är en fjärilsart som beskrevs av Richard Haensch 1905. Oleria bioculata ingår i släktet Oleria och familjen praktfjärilar. Inga underarter finns listade i Catalogue of Life.

## Bildgalleri

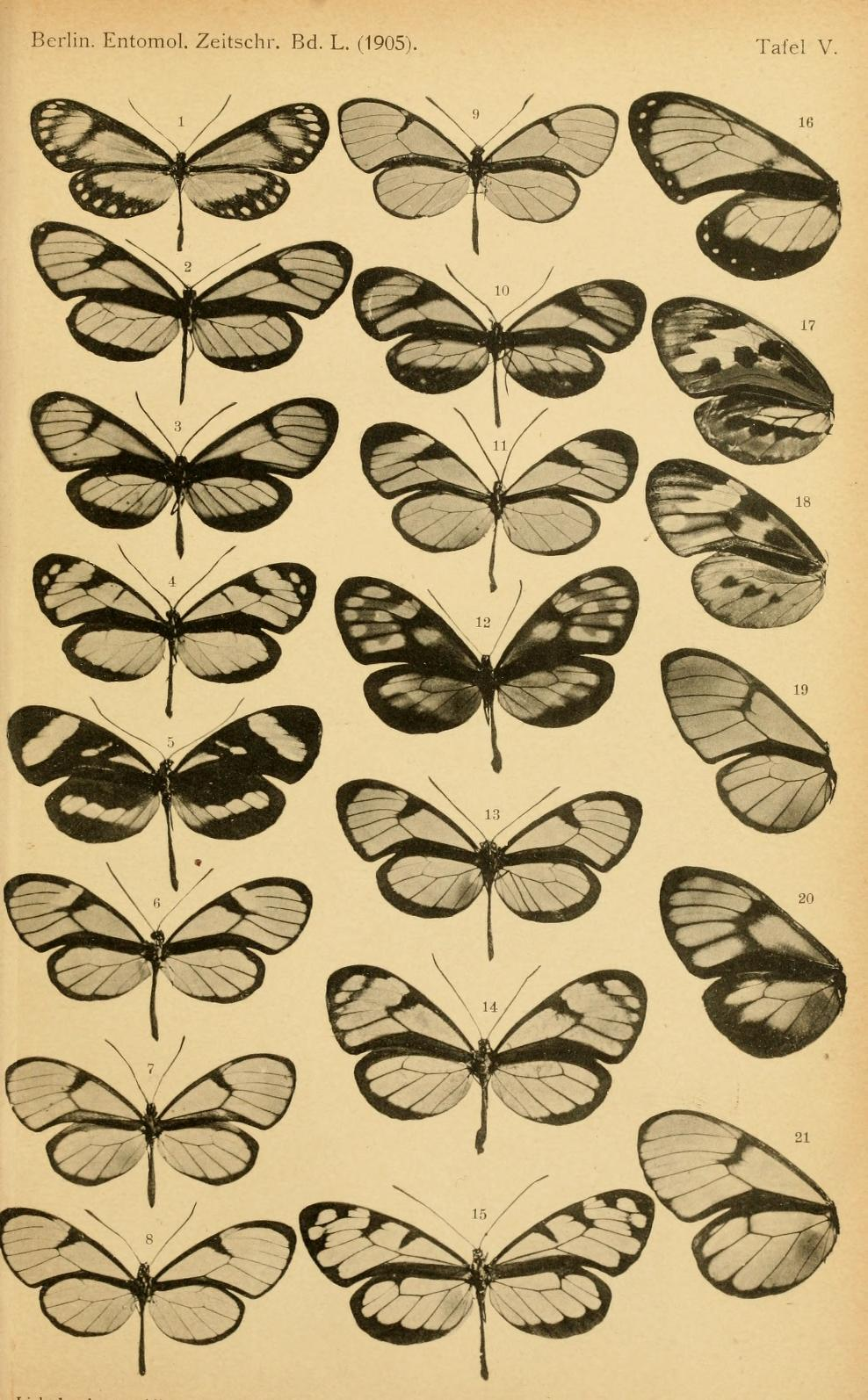